# Hannibalianus
Flavius Hannibalianus také jen Hanniballianus (? - září 337) byl členem konstantinovské dynastie, která vládla římské říši ve 4. století. Byl synem římského cenzora Flavia Dalmatia, a tedy synovcem Konstantina I. Velikého. Hannibalianus a jeho bratr caesar Dalmatius byli vzděláváni v Toulouse rétorem Exuperiem (kterého pravděpodobně nelze ztotožňovat se svatým Exuperiem).
Ve 20. letech 3. století povolal Konstantin Veliký Flavia Dalmatia a jeho syny do Konstantinopole. Hannibalianus se v roce 335 oženil s Konstantinovou starší dcerou Constantinou a stal se nobilissimem. Spolu s Constantinou měli patrně dceru jménem Constantia, která se později provdala za Memmia Vitrasia Orfita a stala se matkou Rusticiany, manželky Quinta Aurelia Symmacha.
U příležitosti tažení Konstantina Velikého proti Sásánovcům v roce 337 byl Hannibalianus jmenován Rex Regum et Ponticarum Gentium („Králem králů a pontského lidu“). Pravděpodobně Konstantinův záměr bylo dosadit Hannibaliana po porážce Peršanů na pontský trůn.
Perské tažení se nekonalo, protože Konstantin Veliký zemřel v květnu 337. Hannibalianus zemřel, stejně jako jeho bratr, při čistce císařské rodiny, která následovala, krátce po smrti Konstantina Velikého.